# Henry Moseley
Henry Gwyn-Jeffreys Moseley (n. 23 noiembrie 1887 - d. 10 august 1915) a fost un fizician englez.
Cea mai importantă realizare a sa constă în explicarea pe baze fizice a conceptului de număr atomic din chimie.
S-a bazat pe o lege pe care a descoperit-o, numită ulterior legea lui Moseley, și care pune într-o nouă lumină ordonarea elementelor chimice în sistemul periodic al elementelor.
A murit pe câmpul de luptă, în cursul primului război mondial.